# United States Court of Appeals for the Armed Forces

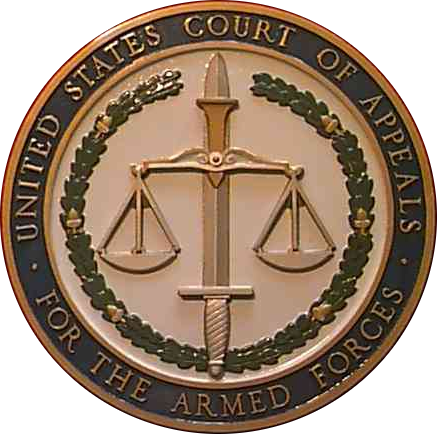
Siegel

Das United States Court of Appeals for the Armed Forces (Abkürzungen C.A.A.F., CAAF oder USCAAF, dt. Berufungsgericht für die Streitkräfte) ist ein Bundesgericht der Vereinigten Staaten mit örtlich unbeschränkter Zuständigkeit über Angehörige der Streitkräfte der Vereinigten Staaten im aktiven Dienst und andere Personen, die der dem Uniform Code of Military Justice unterfallen.  Das Militärgericht besteht aus fünf zivilen Richtern, die für 15 Jahre vom Präsidenten unter Zustimmung des Senats ernannt werden.
Das Gericht kann nur Revisionen bearbeiten, die von folgenden Gerichten stammen:
Army Court of Criminal Appeals, Navy-Marine Corps Court of Criminal Appeals, Coast Guard Court of Criminal Appeals und Air Force Court of Criminal Appeals. Sprungrevision ist nicht zulässig.
Das Gericht wurde 1952 gegründet und befindet sich in Washington, D.C. 

## Richtergremium
Derzeitige Richter sind
- Chief Judge
  - James E. Baker, Federal
- Circuit Judges
  - Charles E. Erdmann, Federal
  - Margaret A. Ryan, Federal
  - Scott W. Stucky, Maryland
  - N.N.

## Weblink
- Offizielle Internetpräsenz (englisch)